# 泉町 (臺南市)
泉町為台灣日治時期台南市之行政區，範圍為清治時期舊街名下太子。泉町之下並無分區（當時稱為『丁目』）。

## 名稱
1916年（大正5年）規劃町名改正時，原擬名「下太仔町」。臺南廳審查後，改為「泉町」並呈報總督府，同年11月3日公告。1919年（大正8年）4月1日正式實施。
泉町之名因當時為自來水普及前，大南門附近掘井賣水行業約有三處。臺南廳審查町名時，以境內生產「高尾」、「山下」等飲用水為由，改為泉町。
戰後，泉町往鹽埕之道路命名為「玉泉街」，後更名為「逢甲路」，後整編為西門路一段。

## 町內設施
- 臺南刑務所（大億麗緻酒店和新光三越台南新天地現址）
- 昆沙宮